# Севень
Севень, Севені (рум. Săveni) — місто у повіті Ботошані в Румунії. 

## Географія
Місто розташоване на відстані 395 км на північ від Бухареста, 27 км на північний схід від Ботошань, 104 км на північний захід від Ясс, в регіоні Західна Молдова на північному сході Румунії.

## Історія
Перші писемні згадки про цю місцевість у документі від 1546 року.
У 1818 році селище отримало право на проведення ярмарку.
1859 року селище стає місцевим адміністративним центром. З 1861 року Севень входить до складу Румунії.
У 1968 році селище набуло статусу міста.

## Адміністративний устрій
Адміністративно місту підпорядковані такі села (дані про населення за 2002 рік):
- Бодяса (465 осіб)
- Бозієнь (301 особа)
- Кішкерень (572 особи)
- Петрікань (689 осіб)
- Сат-Ноу (150 осіб)

## Населення
За даними перепису населення 2002 року у місті проживали 8145 осіб.
За оцінкою 2011 року, населення становило 6447 мешканців.
Національний склад населення міста:
| Національність | Кількість осіб | Відсоток |
| -------------- | -------------- | -------- |
| румуни         | 7981           | 98,0%    |
| цигани         | 155            | 1,9%     |
| євреї          | 4              | < 0,1%   |
| українці       | 3              | < 0,1%   |
| угорці         | 1              | < 0,1%   |

Рідною мовою назвали:
| Мова      | Кількість осіб | Відсоток |
| --------- | -------------- | -------- |
| румунська | 8140           | 99,9%    |
| циганська | 4              | < 0,1%   |
| угорська  | 1              | < 0,1%   |

Склад населення міста за віросповіданням:
| Релігія        | Кількість осіб | Відсоток |
| -------------- | -------------- | -------- |
| православні    | 8054           | 98,9%    |
| бретрени       | 33             | 0,4%     |
| п'ятдесятники  | 23             | 0,3%     |
| адвентисти     | 11             | 0,1%     |
| баптисти       | 9              | 0,1%     |
| римо-католики  | 6              | 0,1%     |
| юдеї           | 4              | < 0,1%   |
| лютерани       | 2              | < 0,1%   |
| не релігійні   | 2              | < 0,1%   |
| греко-католики | 1              | < 0,1%   |

## Світлини
|               |
| Адміністрація |

|                   |
| Центральна вулиця |

|         |
| Лікарня |

|       |
| Музей |

## Зовнішні посилання
- Дані про місто Севень на сайті Ghidul Primăriilor